# Solimano
Solimano és una òpera en tres actes composta per Johann Adolph Hasse amb el llibret en italià de Giovanni Ambrogio Migliavacca, basada lliurement en la vida del soldà otomà Solimà el Magnífic. S'estrenà el 5 de febrer de 1753 al teatre Opernhaus am Zwinger de Dresden.	

## Context
Hasse era el favorit de la duquessa Maria Antònia de Baviera, pera la qual va compondre diverses òperes per a la seva cort de Dresden, com ara La Spartana generosa, estrenada el 1747 per celebrar el seu matrimoni amb Frederick Christian, elector de Saxònia. El llibretista de Solimano, Giovanni Ambrogio Migliavacca, era un estudiant i protegit de Pietro Metastasio.

## Performance history
La primera representació de l'obra en temps moderns va ser el 16 d'agost de 1997 al festival d'Innsbruck, amb una producció de René Jacobs. El febrer de 1999 Jacobs va portar la mateixa producció a la Staatsoper Unter den Linden de Berlín per celebrar el tres-cents aniversari del naixement de Hasse.

## Personatges
| Personatge                                                    | Tipus de veu | Cantants de l'estrena     |
| ------------------------------------------------------------- | ------------ | ------------------------- |
| Solimano (Solimà el Magnífic), soldà de l'Imperi Otomà        | tenor        | Angelo Amorevoli          |
| Selim, fill gran de Solimano, nascut d'una anterior consort   | castrato     | Angelo Maria Monticelli   |
| Osmino, fill petit de Solimano, nascut de la consort Roxelana | castrato     | Bartolomeo Puttini        |
| Narsea, filla del xa de Pèrsia i presonera dels turcs         | contralt     | Teresa Albuzzi-Todeschini |
| Emira, germana de Narsea                                      | soprano      | Caterina Pilaja           |
| Acomate, general dels geníssers de Solimano                   | castrato     | Giuseppe Belli            |
| Rusteno, gran visir i gendre de Roxelana                      | baix         | Antonio Fürich            |
| Soldats, esclaus, cortesans, patges i guardes                 |              |                           |

## Enregistraments
No hi ha enregistraments comercials complets de Solimano. Tot i això, l'ària de Selim de l'acte segon, "Fra quest'ombre" apareix cantada per Vivica Genaux al disc Baroque Divas de Decca. L'escena de triomf de l'acte primer, "Marcia alla Turca" i el cor dels soldats "Viva il prode, viva il forte", apareix a la compilació 1001 Nights: Breezes From The Orient.